# کفایت
کفایت (به فرانسوی: Gafaït) یک شهرک در مراکش است که در استان جراده واقع شده‌است. کفایت ۲٬۶۵۴ نفر جمعیت دارد.